# 쑹타오 (농구인)
쑹타오(중국어 간체자: 宋涛, 정체자: 宋濤, 병음: Sòng Tāo, 한자음: 송도, 1965년 11월 6일~)는 중화인민공화국의 농구 선수, 지도자다.

## 경력
1985년 중공에서 프로 농구 선수 첫 입문하였고 1986년 서울 아시안 게임에도 출전하였으며 1987년 미국 NBA에 선발되었는데 1988년 서울 올림픽에는 부상으로 인해 대표팀에 발탁되지 못했으나 개막식 당시 중국 선수단 기수로 입장하였다. 이후 1991년 은퇴하였다. 
은퇴한 후 1993년까지 산둥 농구 팀 코치를 2년간 지냈고 그 후 스포츠 재단 이사장을 비롯한 기업가 등으로 잠시 활동하였고 미국 유학도 하였으며 그 이후 중화민국 국립 타이완 자오퉁 대학교 농구 팀 코치로도 활동하였다.

## 개인사
아내인 펑핑은 중국 여자 농구 대표팀 소속으로 활동한 농구 선수이다.

## 학력
- 미국 샌프란시스코 주립 대학교 사회체육학과 학사(1998년)
- 중화민국 국립 타이완 자오퉁 대학교 대학원 경제학과 경제학 석사(2001년)